# Afrodiplosis tarchonanthi
Afrodiplosis tarchonanthi är en tvåvingeart som beskrevs av Ephraim Porter Felt 1926. Afrodiplosis tarchonanthi ingår i släktet Afrodiplosis och familjen gallmyggor. Inga underarter finns listade i Catalogue of Life.